# سلیا کوررس
سلیا کوررس (اسپانیایی: Celia Corres‎؛ زادهٔ ۲۲ ژانویه ۱۹۶۴) بازیکن هاکی روی چمن اهل اسپانیا است که در مسابقات کشوری و بین‌المللی در مجموع برندهٔ ۱ مدال طلا شده‌است.